# 10 000 meter för damer i friidrott vid olympiska sommarspelen 2024

Officiell video på loppet.

Damernas 10 000 meter vid olympiska sommarspelen 2024 avgjordes den 9 augusti 2024 på Stade de France i Paris, Frankrike. 25 idrottare från 14 nationer deltog i tävlingen. Det var 10:e gången grenen fanns med i ett OS och den har funnits med i varje OS sedan 1988. Till skillnad från andra olympiska grenar hade detta evenemang inga kvalheat eller semifinaler, utan alla kvalificerade idrottare tävlade istället direkt i en final.
| Spel                  | Guld                  | Silver                    | Brons                      |
| Damernas 10 000 meter | Beatrice Chebet Kenya | Nadia Battocletti Italien | Sifan Hassan Nederländerna |

## Sammanfattning
Den regerande mästarinnan Sifan Hassan har stått i centrum i damernas långdistanslöpning sedan 2019. Hennes spurthastighet i slutet av loppen är något som alla andra tävlande måste räkna med. Hon vann VM 2019, blev med liten marginal fyra 2022 och föll ner när hon ledde strax före mållinjen 2023. Letesenbet Gidey blev offer för Hassans avslutningspurt när hon fick silver i VM 2019 och brons i OS 2020 men sedan vann Gidey 2022. I VM 2023 fick Etoipien alla medaljerna, där Gidey blev tvåa efter Gudaf Tsegay och Ejgayehu Taye blev trea. Från deras östafrikanska rival Kenya, Hellen Obiri och Margaret Kipkemboi fick silver och brons 2022. Beatrice Chebet satte världsrekord tidigare i år och vann 5 000 meter fyra dagar före loppet, genom att spurta förbi Faith Kipyegon och Hassan. Tsegay och Lilian Kasait Rengeruk slutade bakom Chebet i världsrekordloppet, det snabbaste för året. Gidey, Taye och Obiri deltog inte i tävlingen.
I början av det 25 varv långa loppet ville ingen sätta högt tempo. Rino Goshima hamnade längst fram och de andra lät henne stanna där i 10 varv. Som vanligt placerade sig Hassan längst bak i klungan. Därefter var det Daisy Jepkemeis tur att ta ledningen, men det varade bara i två varv innan Lauren Ryan tog över. Under den tiden befann sig Chebet vid fronten och höll koll på läget. Nadia Battocletti höll sig också i närheten. Med 10 varv kvar blev det en del knuffande och armbågande. Kipkemboi tog sig till täten. Vid det här laget var klungan nere på 13, med alla tre kenyaner, alla tre etiopier och alla tre amerikaner kvar i den. Efter två varv tog Tsigie Gebreselama ledningen, markerad av de tre kenyanerna. Stundtals försökte kenyanerna bilda en skyddskil runt Chebet medan Tsegay markerade Chebet ett steg bakom henne. Med 2 000 m kvar återtog Kipkemboi ledningen. I nästa varv tog sig Parker Valby ut ur den amerikanska trion som befann sig längst bak i klungan, och  avancerade till första ledet bredvid Kipkemboi. Det resulterade i att klungan höjde tempot. Etiopierna kom fram som en grupp på utsidan. Sedan började löparna tävla om positioner, ibland fyra i bredd över banan och bytte plats. Kipkemboi fortsatte att springa med högt tempo i täten medan Hassan började ta sig fram på utsidan från slutet av klungan. När klockan markerade sista varvet var det de tre kenyanerna som var längst fram, med Kipkemboi i spetsen. Chebet sprang brett och Battocletti smög sig upp på insidan och placerade sig bredvid henne. Nu var det bara Fotyen Tesfay och Tsegay som separerade Hassan från kenyanerna och Battocletti. Under tiden föll amerikanerna och Gebreselama ur klungan. Genom den sista svängen tog sig Hassan förbi de två kvarvarande etiopierna och Rengeruk. När de nådde upploppet och det var dags för slutspurten sprang Chebet till slut förbi Kipkemboi och tog ledningen. Battocletti hängde på och tog andra platsen bakom Chebet. När Hassan kom förbi Kipkemboi hade Chebet och Battocletti sprungit ifrån lite. Chebet hade två meter på Battocletti som fortsatte att komma allt närmare och minskade gapet till mindre än en meter, men inte tillräckligt nära för att ta guldet. Efter att ha spurtat 500 meter och tagit sig förbi så många kunde Hassan inte ta igen luckan och fick nöja sig med brons.

## Kvalificering till OS-grenen
Kvalificeringsperioden för damernas 10 000 meter i friidrott var mellan 1 juli 2023 och 30 juni 2024. Antal kvotplatser som angavs som tillgängliga för grenen var 27. Idrottarna kunde kvalificera sig till tävlingen, med högst tre idrottare per nation, genom att springa kvalificeringsstandarden 30:45,00 eller snabbare eller genom sin världsranking i friidrott för denna gren. 26 idrottare kvalificerade sig till tävlingen, och 25 deltog i den.

## Schema
Alla tider är CET.
| Datum          | Tid   | Omgång |
| -------------- | ----- | ------ |
| 9 augusti 2024 | 20:57 | Final  |

Källa: 

## Rekord
Innan tävlingens start fanns följande rekord:
| Rekord           | Idrottare             | Tid (s)  | Plats                     | Datum           |
| ---------------- | --------------------- | -------- | ------------------------- | --------------- |
| Världsrekord     | Beatrice Chebet (KEN) | 28:54,14 | Eugene, USA               | 25 maj 2024     |
| Olympiskt rekord | Almaz Ayana (ETH)     | 29:17,45 | Rio de Janeiro, Brasilien | 12 augusti 2016 |

| Område                                   | Tid (s)       | Idrottare         | Nation        |
| ---------------------------------------- | ------------- | ----------------- | ------------- |
| Afrika                                   | 28:54,14 0VR0 | Beatrice Chebet   | Kenya         |
| Asien                                    | 29:31,78      | Wang Junxia       | Kina          |
| Europa                                   | 29:06,82      | Sifan Hassan      | Nederländerna |
| Nordamerika, Centralamerika och Karibien | 30:03,82      | Alicia Monson     | USA           |
| Oceanien                                 | 30:35,54      | Kimberley Smith   | Australien    |
| Sydamerika                               | 31:47,76      | Florencia Borelli | Argentina     |

## Resultat
Noteringarnas förklaring finns längst ner.

### Final
Den här grenen avgjordes i en enda runda.
| Placering | Idrottare                  | Nation         | Tid      | Notering |
| --------- | -------------------------- | -------------- | -------- | -------- |
| 1         | Beatrice Chebet            | Kenya          | 30:43,25 |          |
| 2         | Nadia Battocletti          | Italien        | 30:43.35 | 0NR0     |
| 3         | Sifan Hassan               | Nederländerna  | 30:44,12 |          |
| 4         | Margaret Kipkemboi         | Kenya          | 30:44,58 |          |
| 5         | Lilian Kasait Rengeruk     | Kenya          | 30:45,04 |          |
| 6         | Gudaf Tsegay               | Etiopien       | 30:45,21 |          |
| 7         | Fotyen Tesfay              | Etiopien       | 30:46,93 |          |
| 8         | Weini Kelati               | USA            | 30:49,98 |          |
| 9         | Karissa Schweizer          | USA            | 30:51,99 |          |
| 10        | Tsigie Gebreselama         | Etiopien       | 30:54,57 |          |
| 11        | Parker Valby               | USA            | 30:59,28 |          |
| 12        | Sarah Chelangat            | Uganda         | 31:02,37 |          |
| 13        | Lauren Ryan                | Australien     | 31:13,25 |          |
| 14        | Francine Niyomukunzi       | Burundi        | 31:17,02 | 0PB0     |
| 15        | Eilish McColgan            | Storbritannien | 31:20,51 |          |
| 16        | Diane van Es               | Nederländerna  | 31:25,51 |          |
| 17        | Daisy Jepkemei             | Kazakstan      | 31:26,55 |          |
| 18        | Rino Goshima               | Japan          | 31:29,48 |          |
| 19        | Haruka Kokai               | Japan          | 31:44,03 |          |
| 20        | Klara Lukan                | Slovenien      | 31:45,15 |          |
| 21        | Annet Chemengich Chelangat | Uganda         | 31:50,41 | 0PB0     |
| 22        | Yuka Takashima             | Japan          | 31:52,07 |          |
| 23        | Megan Keith                | Storbritannien | 33:19,92 |          |
| –         | Rahel Daniel               | Eritrea        |          | 0DNF0    |
| –         | Alessia Zarbo              | Frankrike      |          | 0DNF0    |
| Källa:    | Källa:                     | Källa:         | Vind:    | Vind:    |